# Thibault de Freitas
Pour les articles homonymes, voir Freitas.
Pas d'image ? Cliquez ici

a Compétitions nationales et continentales officielles uniquement.

b Matchs officiels uniquement.
Dernière mise à jour le 29 août 2023.
Thibault de Freitas, né le 8 janvier 1992 à Toulouse, est un joueur international portugais d'origine française de rugby à XV.

## Biographie
Thibault de Freitas naît à Toulouse. Il commence le rugby à 6 ans, au Coq léguevinois. Il rejoint ensuite le centre de formation de Colomiers rugby pendant trois saisons, puis celui du Castres olympique pendant une durée similaire. Non conservé dans le groupe professionnel castrais, il commence sa carrière sénior à l'Avenir castanéen, où il obtient un bon temps de jeu.
Né d'un père portugais, il passe alors des tests avec la sélection portugaise, qu'il intègre au printemps 2015. En club, il quitte Castanet pour rejoindre l'AS Lavaur. Après une saison où il voit son temps de jeu augmenter, il rejoint Blagnac rugby. Titulaire, il n'y reste qu'une saison avant de rejoindre le RC Aubenas. Il n'y reste qu'une saison, avant de revenir à Blagnac.
Joueur important de l'équipe pendant deux saisons, il va en prime retrouver la sélection nationale en 2020, qu'il n'avait plus connu depuis 2015. À l'intersaison, il quitte Blagnac pour l'US La Seyne. 
En 2021, il quitte la France et rejoint le SL Benfica. Le club lui propose un double projet ambitieux : sportivement, intégrer régulièrement le haut de tableau; et scolairement, il aura l'opportunité de reprendre ses études pour suivre un cursus de kinésithérapie. Néanmoins son exil portugais ne dure pas longtemps, et il revient à La Seyne pour la saison suivante. Il ne reste qu'une saison à La Seyne, puis rejoint le CM Floirac en 2022.
En juin 2023, il fait partie d'une liste de trente-huit joueurs présélectionnés pour préparer la Coupe du monde 2023. En août suivant, il est finalement présent dans le groupe de trente-trois joueurs convoqués pour la compétition planétaire.

## Statistiques

### En sélection à XV
| Année | Compétition                              | Matchs | Points | Essais |
| ----- | ---------------------------------------- | ------ | ------ | ------ |
| 2015  | ENC 1A 2014-2016                         | 1      | -      | -      |
| 2015  | Test                                     | 1      | -      | -      |
| 2015  | Coupe des Nations de Hong Kong 2015 (en) | 3      | -      | -      |
| 2020  | REC                                      | 4      | -      | -      |
| 2020  | Test                                     | 2      | 5      | 1      |
| 2021  | REC 2020                                 | 1      | -      | -      |
| 2021  | REC 2021                                 | 2      | -      | -      |
| 2021  | Test                                     | 2      | -      | -      |
| 2022  | REC                                      | 3      | -      | -      |
| 2022  | Test                                     | 2      | -      | -      |
| 2022  | Tournoi de repêchage Coupe du monde 2023 | 3      | -      | -      |
| 2023  | REC                                      | 5      | 5      | 1      |
| 2023  | Test                                     | 1      | -      | -      |
| Total | Total                                    | 30     | 10     | 2      |

| Essai | Adversaire | Lieu                                       | Compétition                        | Date             | Résultat | Score |
| ----- | ---------- | ------------------------------------------ | ---------------------------------- | ---------------- | -------- | ----- |
| 1     | Brésil     | Centro de Alto Rendimento do Jamor, Oeiras | Test match                         | 21 novembre 2020 | Victoire | 30-10 |
| 2     | Roumanie   | Stade du Restelo, Lisbonne                 | Championnat international d'Europe | 19 février 2023  | Victoire | 38-20 |